# 23 Vulpeculae
23 Vulpeculae (kurz 23 Vul) ist ein dem bloßen Auge relativ lichtschwach erscheinendes Dreifachstern-System im Sternbild Fuchs. Es hat eine scheinbare Gesamthelligkeit von 4,52m  und befindet sich nach Parallaxen-Messungen der Raumsonde Gaia in einer Entfernung von etwa 327 Lichtjahren von der Erde.
Die 4,80m helle Hauptkomponente des Systems wird als 23 Vul Aa bezeichnet und von einem 6,50m hellen Begleiter 23 Vul Ab alle 25,33 Jahre auf einer elliptischen Bahn umkreist, deren Exzentrizität 0,4 beträgt. Von der Erde aus gesehen betrug die Winkeldistanz zwischen den beiden Komponenten am Firmament im Jahr 1985 nur 0,1 Bogensekunden. Sie bilden also einen (als 23 Vul A bezeichneten) engen Doppelstern. Die Hauptkomponente ist ein orange leuchtender Riesenstern der Spektralklasse K3 III Fe-1, wobei das Suffix eine unterdurchschnittliche Häufigkeit von Eisen im Sternspektrum bedeutet. Dieser Stern hat circa 2,4 Sonnenmassen und 31 Sonnendurchmesser sowie eine effektive Temperatur seiner Photosphäre von etwa 4330 Kelvin. Die weiter außen liegende, 6,94m helle Komponente 23 Vul B besitzt zum engen inneren Doppelstern 23 Vul A eine Winkeldistanz von 0,26 Bogensekunden.